# Andasta benoiti
Andasta benoiti är en spindelart som först beskrevs av Roberts 1978.  Andasta benoiti ingår i släktet Andasta och familjen strålspindlar.
Artens utbredningsområde är Seychellerna. Inga underarter finns listade i Catalogue of Life.